# Список умерших в 1234 году

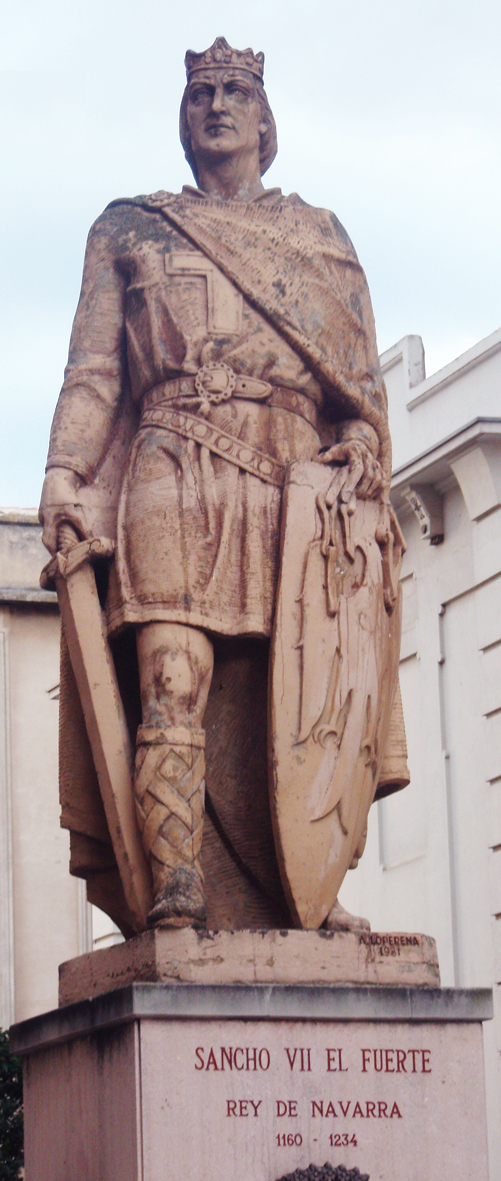
Санчо VII Сильный

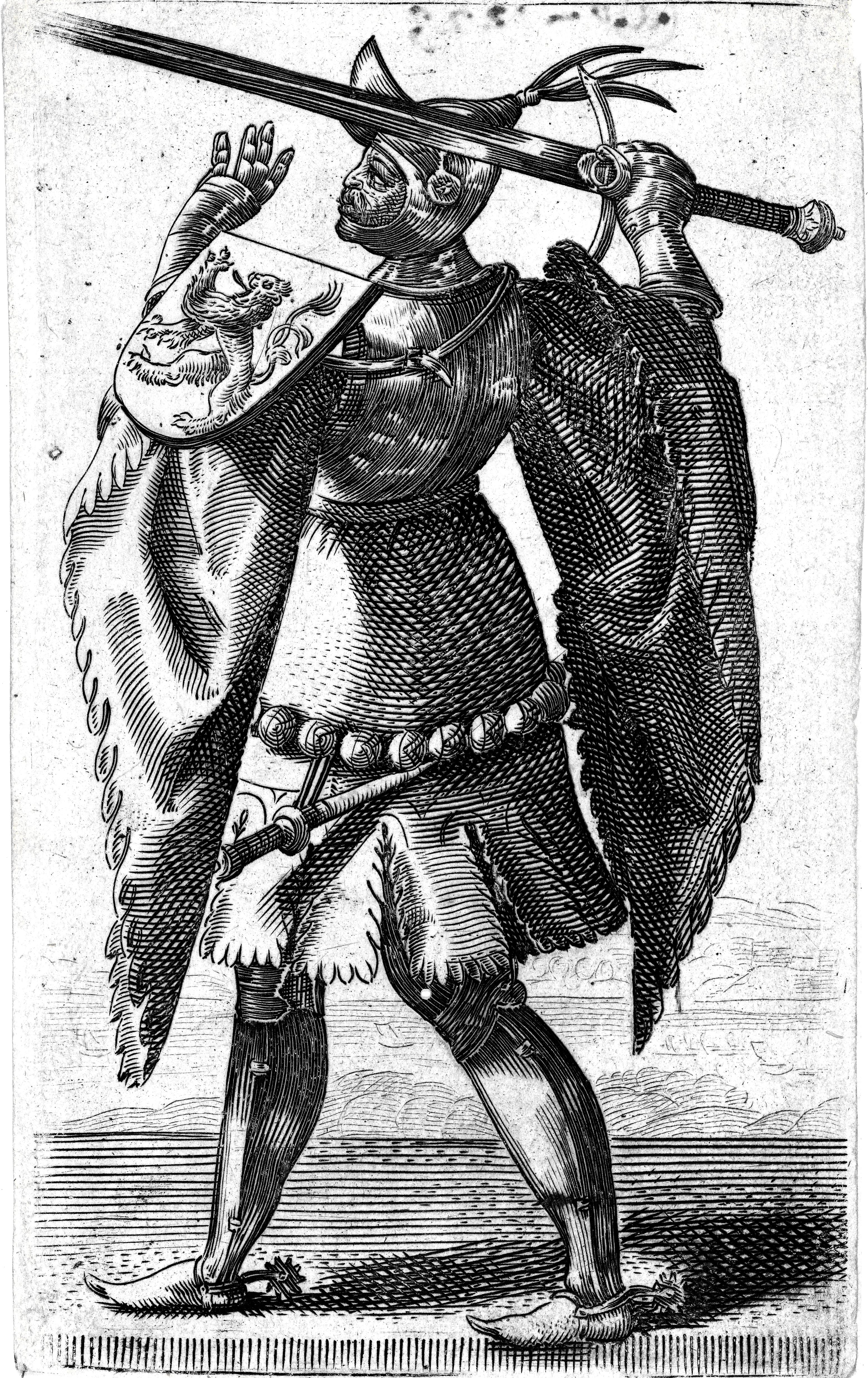
Флорис IV

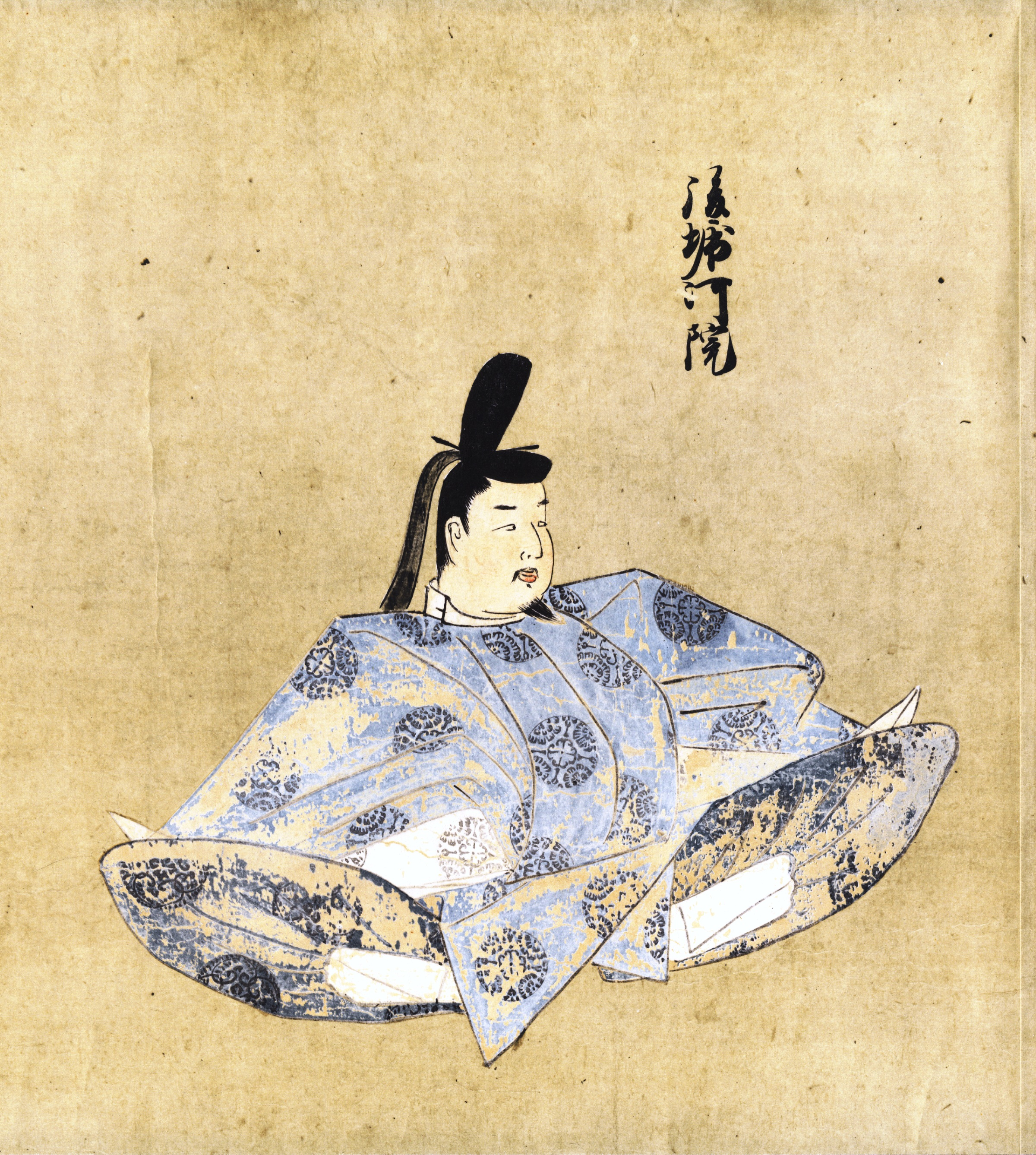
Император Го-Хорикава

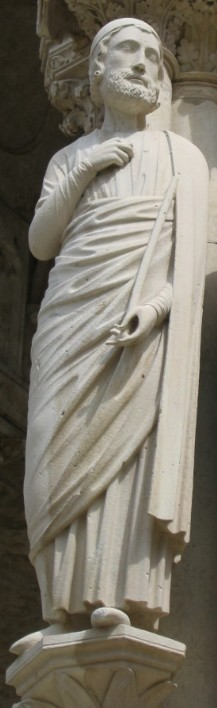
Филипп Юрпель

В этой статье представлен список известных людей, умерших в 1234 году.
См. также: Категория:Умершие в 1234 году

## Январь
- 29 января — Оттавиано деи Конти ди Сеньи — кардинал-дьякон Santi Sergio e Bacco (1205—1234)

## Февраль
- 9 февраля:
  - Ваньянь Чэнлинь — последний император Империи Цзинь (1234), убит монголами;
  - Ваньянь Шоусюй (35) — император Империи Цзинь (1224—1234), убит монголами.
- 11 февраля — Ирменгарда де Бомон, королева Шотландии, супруга короля Шотландии Вильгельма I.
- Алан де Галовей — констебль Шотландии (1200—1234)

## Март
- 3 марта — Роберт III де Дрё Гастебле (уничтожающий хлеб) — граф де Дрё и де Брен (1218—1234)

## Апрель
- 7 апреля — Санчо VII Сильный — король Наварры (1194—1234)
- 16 апреля — Ричард Маршал, 3-й граф Пембрук — граф Пембрук и лорд-маршал Англии (1231—1234), умер от ран в плену

## Май
- 7 мая — Оттон I — герцог Меранский (1204—1234), граф Андекса (как Оттон VII) (1204—1234), пфальцграф Бургундии (как Оттон II) (1208—1231), маркграф Истрии (1228—1230).

## Июнь
- 18 июня — Император Тюкё (15) — Император Японии (1221).

## Июль
- 10 июля — Фра Пасифико[итал.] — итальянский религиозный поэт, святой римско-католической церкви.
- 19 июля — Флорис IV (24) — граф Голландии (1222—1234), убит на рыцарском турнире.
- 29 июля — Вильгельм Пиншон, французский католический прелат, епископ Сен-Бриё (с 1220).

## Август
- 31 августа — Император Го-Хорикава (22) — Император Японии (1221—1232).

## Сентябрь
- 6 сентября — Мильон де Нантей[фр.] — епископ Бове (1217—1234)
- 12 сентября — Генрих II фон Саарбрюккен[нем.] — епископ Вормса (1217—1234)

## Октябрь
- 15 октября — Готье[фр.] — епископ Шартра (1219—1234)

## Ноябрь
- 8 ноября — Бахауддин ибн Шаддад (89) — арабский историк и мусульманский правовед, биограф Салах ад-Дина.

## Дата неизвестна или требует уточнения
- Абу Мухаммед Салех апь-Магри[англ.] — лидер суфизма, суфийский святой.
- Алкадино[исп.] — итальянский врач и писатель
- Инга из Вартейга — любовница короля Норвегии Хакона III, мать короля Хакона IV Старого
- Кнут II — король Швеции (1229—1234)
- Манес де Гусман[исп.] — католический деятель, брат Святого Доминика, святой римско-католической церкви.
- Насир ад-Дин Махмуд[англ.] — последний зангидский эмир Мосула (1219—1234)
- Оттон де ла Рош — первый герцог Афинский (1205—1225)
- Рис Григ (Хриплый) — король Дехейбарта (1216—1234).
- Стефан Радослав, король Сербии (1228—1234).
- Абу Хафс ас-Сухраварди, исламский богослов, основатель тариката сухравардия.
- Филипп Юрпель — граф де Клермон-ан-Бовези (1218—1234), граф Булонский (1223—1234), граф Омальский (1223—1234), убит